# Stele des Larth Ninie

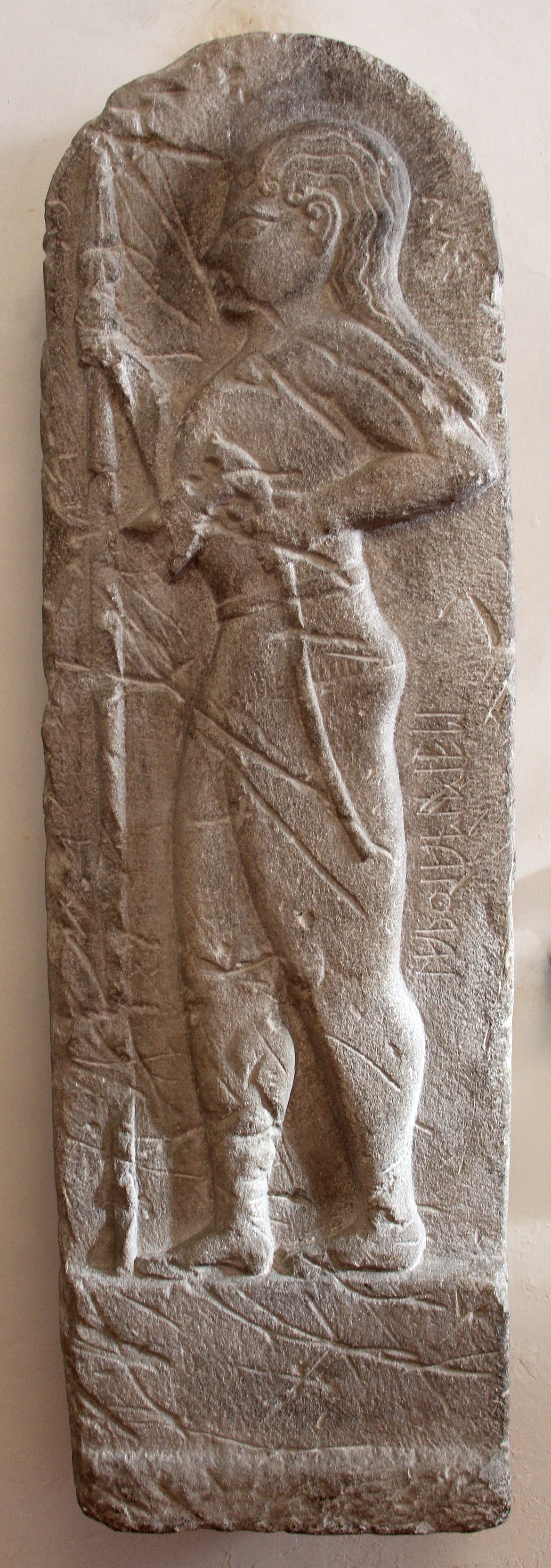
Stele des Larth Ninie aus dem 6. Jahrhundert v. Chr.

Die Stele des Larth Ninie ist ein etruskisches Grabmal aus dem 6. Jahrhundert v. Chr. Die Stele, die den Begräbnisort einer Persönlichkeit mit Namen Larth Ninie markierte, wurde in Fiesole entdeckt und befindet sich heute in der Casa Buonarroti in Florenz.

## Die Stele
Die aus Sandstein gefertigte Stele ist 138 cm hoch und 41 cm breit. Die Dicke des Steins beträgt oben in der Wölbung 9 cm und unten im Sockel 19 cm. Auf der Vorderseite der Stele ist ein bewaffneter Mann aus dem Sandstein herausgearbeitet, so dass er sich als Relief vom Hintergrund abhebt. Die massige Figur ist im Profil mit Körper und Gesicht nach links dargestellt. Der Mann ist bewaffnet mit einer Lanze in der rechten Hand und einer kleinen Axt in der linken. Seine Augen sind mandelförmig dargestellt. Seine über die Schultern fallenden Haare sind im ionischen Stil gewellt angeordnet. Es handelt sich sehr wahrscheinlich um das Grabmal eines Anführers einer Gens, dargestellt mit den Symbolen seines Ranges.
Die Stele besitzt die Form eines Quaders mit einer gewölbten Oberseite und abgerundeten unteren Ecken. Der breite Sockel der Stele dürfte sich zum Zeitpunkt der Errichtung im Erdreich befunden haben. Das Steinmonument scheint auf Modellen syrophönizischer und anatolischer Herkunft zu basieren, die von ionischen Handwerkern  nach Etrurien gebracht wurden. Darüber hinaus zeigt der Stil ionische Einflüsse, die in den Formen des Reliefs und in der Darstellung erkennbar sind. Die Stele wird auf etwa 550 v. Chr. datiert. 
Die Stele ist die älteste einer ganzen Serie von solchen Grabmälern aus der unmittelbaren Umgebung. Sie scheinen alle einer Werkstatt zu entstammen, in der lokale Materialien verwendet wurden. Es gibt auch Bezüge zur Stele des Avile Tite aus Volterra, wie insbesondere die Bewaffnung und die Körperhaltung mit der stark gewölbten Brust zeigt. Die ungewöhnlich geformte Axt ist allerdings einzigartig und verweist auf nicht-etruskische Einflüsse, vielleicht zu benachbarten Völkern aus Ligurien. 
Die Stele wurde wahrscheinlich vor 1650 in der Nähe von Fiesole (etruskisch Vipsul) entdeckt und in die Casa Buonarroti nach Florenz gebracht. Filippo Buonarroti (1661–1733), ein Urgroßneffe von Michelangelo Buonarroti, merkte 1726 an, dass die Stele von seinen Vorfahren in die Hofwand des Hauses eingesetzt worden war. 1882 wurde der Stein in das Museo Archeologico Nazionale von Florenz verbracht. Seit 1965 befindet sich die Stele wieder in der Casa Buonarroti, in der heute ein Museum untergebracht ist.

## Die Inschrift

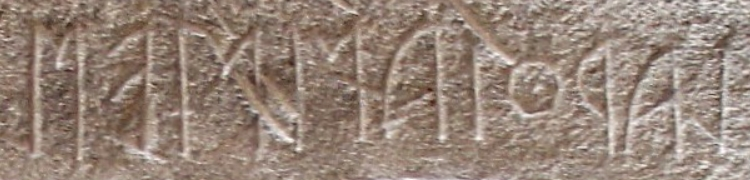
Inschrift LARTHIA NINIEŚ

Die Inschrift ist mit etruskischen Buchstaben von rechts nach links im nordetruskischen Stil aus der Mitte des 6. Jahrhunderts v. Chr. verfasst. Die Stele nennt ihren Eigentümer:
LARTHIA NINIEŚ
(Ich bin Eigentum) des Larth Ninie
Der Buchstabe in Form eines Kreises mit einem Punkt in der Mitte, den man mit TH transkribiert, entstammt dem griechischen Theta und wurde wie ein aspiriertes T gesprochen. Der Buchstabe M am linken Ende der Inschrift entspricht dem phönizischen Buchstaben Sadéh oder Zade und steht vermutlich für einen Sch-Laut. Dieser Buchstabe, der als Ś transkribiert wird, fand vor allem in Nordetrurien Anwendung. 
LARTHIA NINIEŚ ist die Genitivform des Namens des Verstorbenen mit Larth als Vorname und Ninie als Gentilname. Der Namensmodus, bei dem der erste Name um einen Namen der Herkunft ergänzt wird, war etwa ein Jahrhundert vorher entstanden. Im Gegensatz zu anderen Inschriften aus dieser Epoche wird hier kein Stifter der Stele angegeben.